# Toyohito Mochizuki
Toyohito Mochizuki (望月 豊仁, Mochizuki Toyohito, né le 18 septembre 1953 à Préfecture de Shizuoka au Japon) est un footballeur japonais.